# Age of Ultron
Age of Ultron (Era de Ultron) es un crossover de serie limitada compuesto por 10 cómics, publicado por Marvel Comics. Este evento involucra el regreso de Ultron y su conquista de la Tierra.
El evento se publicó entre marzo y junio de 2013, y cuenta con una historia de Brian Michael Bendis. El artista Bryan Hitch realizó el arte para las ediciones 1-5, mientras que Brandon Peterson para las ediciones 6-8. Un tercer artista, Carlos Pacheco, también contribuyó a la miniserie y Joe Quesada elaboró parte de la edición final.
Marvel ha declarado que todo el arte de la serie fue completado antes de que se solicitara, cumpliendo los plazos y garantizando que no habrá más de 10 tie-ins para el evento de cuatro meses.

## Trama

### Serie Principal
Nueva York está en ruinas. Ultron ha vuelto y ha asumido el control de todo, y de todos. Sus centinelas vigilan las calles en busca de fugitivos. Al localizar el lugar donde Spider-Man está siendo rehén de Owl y Hammerhead, Hawkeye intenta rescatarlo. Al llegar a la localización de Spider-Man, Ultron ubica su posición y lanza un asalto en un esfuerzo por matar a los dos héroes. Hawkeye destruye los centinelas y los dos se abren paso a una zona subterránea debajo de Central Park, donde un grupo de supervivientes incluyendo a Iron Man, Emma Frost, She-Hulk, Luke Cage, la Mujer Invisible, y Wolverine, se han refugiado. Defendiendo su misión de rescate, Hawkeye responde que al menos él no se ha dado por vencido en el mundo. Iron Man responde que aún no lo han hecho, y le muestra a Hawkeye un entristecido Capitán América.
Escabulléndose alrededor de las calles de una diezmada San Francisco, una parcialmente desfigurada Black Widow se reúne con Moon Knight en una de las viejas bases de Nick Fury. De regreso en Nueva York, Spider-Man recuerda cómo él simplemente se despertó y encontró al mundo bajo ataque. Mientras los héroes reflexionan por qué Ultron tomaría el mundo solo para llegar a acuerdos con criminales de bajo nivel como Owl o Hammerhead, el Capitán América les informa que ahora tiene un plan.
El Capitán América afirma que si los superhéroes pueden ser ofrecidos a Ultron al igual que Spider-Man, ellos podrían ofrecer a uno de los suyos, enviando a alguien que pudiera causar daño dentro de la fortaleza de Ultron. Luke Cage y She-Hulk intervienen para aceptar el trato. Luke se compromete a entregar a She-Hulk a las fuerzas de Ultron. Mientras tanto, en Chicago, Black Panther, Red Hulk y Taskmaster observan un grupo de Centinelas de Ultron. Red Hulk decapita a uno, entregándole la cabeza a sus aliados. De regreso a Nueva York, un grupo de Centinelas de Ultron se reúnen con Luke Cage y She-Hulk, y los guían a través de la fortaleza para hacer el trato. Luke Cage se sorprende al descubrir que negociarán con Vision en lugar de Ultron.
Vision le revela a Luke Cage y a She-Hulk que Ultron lo está utilizando como un conducto y está castigando a la humanidad del futuro. Después de saber esto, She-Hulk obliga a Cage a salir de la fortaleza y es asesinada por los Centinelas de Ultron mientras lo protegía. Cage sobrevive a una explosión nuclear de los Centinelas mientras que la resistencia de superhéroes huyen de Manhattan. En la base de San Francisco que habían descubierto, Black Widow y Moon Knight descubren los planes de seguridad contra fallos de Nick Fury para diferentes escenarios apocalípticos, incluyendo uno en el que Ultron toma el control de la Tierra. En Chicago, Red Hulk atrapa a Taskmaster intentando salir de la ciudad con la cabeza de un Centinela de Ultron. Red Hulk declara que ya no puede confiar en Taskmaster, y lo mata. Ocho días más tarde, los héroes que sobrevivieron a la captura en Nueva York llegan a la Tierra Salvaje, donde se encuentran con Ka-Zar, quien los lleva a una zona de refugio. Los héroes llegan al mismo tiempo que Cage muere por envenenamiento por radiación después de decirles lo que había descubierto. Red Hulk, Moon Knight y Black Widow llegan y revelan un plan hecho por Nick Fury para derrotar a Ultron.
Mientras las fuerzas de Ultron arrasan Austin, Texas, los héroes en la Tierra Salvaje encuentran un búnker oculto. Ahí se reúnen con Nick Fury, quien relata su plan de utilizar la plataforma de tiempo del Doctor Doom para viajar al futuro con una fuerza de ataque para derrotar a Ultron antes de que ataque el presente. Tony Stark señala que Ultron sabrá que están llegando y estará listo para ellos. Wolverine sugiere ir al pasado para matar a Henry Pym antes de la creación de Ultron, pero la mayoría no está de acuerdo con la idea. Valquiria sugiere viajar al pasado sólo para advertirle a Pym que no construya a Ultron, pero Wolverine afirma que eso solo hará que Pym se atreva de todos modos por la tentación. Iron Man, Capitán América, Nick Fury, Red Hulk, Storm, Quake y Quicksilver utilizan la plataforma para viajar al futuro. Después de su salida, Wolverine anuncia su intención de llevar a cabo su plan de viajar al pasado y matar a Pym para que la creación de Ultron nunca haya sucedido.
Mientras los héroes viajan al futuro, Wolverine llega al pasado, solo para ser sorprendido al enterarse de que la Mujer Invisible lo ha seguido. A pesar de su renuencia a seguir con su plan, ella lo acompaña al robar un coche deslizador de un joven Nick Fury para viajar a Nueva York. Mientras los héroes en el futuro se ven abrumados por un ejército de Centinelas de Ultron, Wolverine y la Mujer Invisible encuentran a Henry Pym analizando al Hombre-Dragón. A pesar de los intentos de la Mujer Invisible para encontrar otra forma, un Logan que reconoce el bien que Pym ha hecho en su línea del tiempo, los dos finalmente aceptan que deben matar a Pym. Esto lleva a una lucha entre Wolverine y Henry Pym, la cual termina con la muerte de Pym a manos de la Mujer Invisible.
Wolverine y la Mujer Invisible regresan al presente solo para encontrar a la Tierra Salvaje cubierta por restos de naves estrelladas. Sue las reconoce como Kree, y teoriza que en esta nueva línea temporal, la Guerra Kree-Skrull vino a la Tierra. Ellos ven a hombres acorazados que se hacen llamados Starkguard, quienes están patrullando el área. Los dos a continuación van a Nueva York, con múltiples Helicarriers de S.H.I.E.L.D. volando alrededor. Su coche deslizador es derribado y los dos se ven atacados por Los Defensores (un equipo formado por un tuerto y parchado Capitán América, el Doctor Strange, Hulk, Wolverine, la Mole, Cíclope, la Avispa en el traje del Capitán Marvel, y Star-Lord). The Thing se sorprende al ver que Susan ha "vuelto", pero el resto del equipo cree que los dos son Skrulls. Una pelea se desata con los dos Wolverine yendo a la fuerza, con el Wolverine viajero del tiempo derrotando a su doble y diciendo que hicieron lo que tenían que hacer para crear un mundo mejor. Los Defensores se dan cuenta de que no son Skrulls y que tendrán que hablar con "él". En ese momento, un cibernético y tétrico Tony Stark llega con un pelotón de robots armados, exigiendo saber lo que está pasando.
Iron Man ejecuta un análisis psíquico en Wolverine y la Mujer Invisible, atónito al ver la realidad alternativa junto al Profesor X y Emma Frost. Ellos le dicen a Iron Man que estas memorias son reales, pero Stark cree que Morgan Le Fay los plantó como espías. Iron Man se reúne con el Wolverine de la línea temporal original y le explica que sus heridas se deben a una guerra entre Latveria y Asgard en la que Thor se desvaneció y Morgana conquistó medio mundo. Wolverine es informado con las imágenes de la muerte de Henry Pym, mientras que Iron Man cuenta que Los Vengadores se separaron después de que la magia superó la tecnología y "rompió al mundo". En el Helicarrier, el Wolverine Defensor decide hablar con su otro yo y los otros lo ayudan a arreglar diferencias con Emma Frost, con The Thing queriendo ayudar a la Mujer Invisible. Iron Man regaña a Wolverine por matar simplemente a Pym, diciendo que podría haber conseguido que Pym utilizara un virus para detener a Ultron en su lugar. La Mujer Invisible se libera, provocando que Iron Man crea que todo esto es un truco de Morgan Le Fay. En ese momento, Morgana ataca con un ejército de Doom-Bots mágicamente mejorados. Los Defensores luchan contra ellos, con Iron Man controlando a cientos de drones y acusando a le Fay de ser responsable de los viajeros del tiempo. Ella se declara inocente y luego le señala a Iron Man que un par de Helicarriers están a punto de estrellarse en el corazón de Nueva York.
La explosión mata a la mayoría de los héroes presentes mientras Wolverine sale de los restos. Un moribundo Tony Stark le dice que no puede simplemente volver atrás y tratar de cambiar las cosas de nuevo, que el tiempo es un organismo vivo que se romperá si es alterado demasiado. En el pasado, el Wolverine anterior está a punto de matar a Henry Pym cuando el nuevo Wolverine (vestido con su traje clásico) trata de detenerlo. Después de utilizar un incidente de su pasado para convencer a su doble de que se trata de él mismo, el nuevo Wolverine advierte que matar a Henry Pym acabara haciendo las cosas peores. Henry Pym afirma que no va a construir Ultron, pero Wolverine le dice que tiene que hacerlo con el fin de permitir que la historia continue. Pym dice que puede construir una mejor IA, pero con un interruptor de apagado si lo necesita. La mujer invisible llega a decirle que tiene que olvidar todo esto también, pero Pym queda confundido en cuanto a cómo lo haría. La Mujer Invisible y los dos Wolverine regresan a la Tierra Salvaje. Los dos Wolverine entran en una cueva. El nuevo Wolverine le dice a su doble que él no quiere vivir con los recuerdos del mundo que ha visto. El pasado Wolverine mata a su doble y regresa con una mujer invisible perturbada. De vuelta en su laboratorio, Henry Pym está preparando la primera versión de Ultron que lo llama "papá".
Meses antes del ataque de Ultron, Henry Pym trabaja en su laboratorio cuando le dan un paquete por una mujer invisible oculta. Observa un video de su yo más joven que suministra un paquete de ecuaciones sobre cómo detener a Ultron. Los Vengadores atacan la sede de la Intelligencia para rescatar Spider-Woman, el evento que llevó a la reactivación de Ultron. Cuando Ultron es revivido, Pym contacta a Iron Man para el suministro de las ecuaciones que se le dieron y subirlos a Ultron. Ultron se da cuenta de que está siendo derrotado a pesar de que mantiene a raya a los Vengadores. El código es cargado completamente para apagarlo y el virus lo destruye.
Wolverine y la Mujer Invisible regresan al presente, felices de ver a New York City de vuelta a la normalidad. Antes de que puedan celebrar, una onda masiva de choque cruza a través del tiempo y el espacio mientras la realidad parece romperse antes de ser de volverse a la normalidad de nuevo. Todos los habotantes del universo tienen visiones continuas sobre sus versiones distintas de otros mundos.
En la torre de los Vengadores, Henry Pym, Iron Man, y Beast teorizan que los viajes a través del tiempo de Wolverine causaron demasiado estrés para el continuo espacio-tiempo y ha creado varias rupturas a través de la tela del multiverso. En el Universo Ultimate, Miles Morales está en su identidad de Spider-Man, cuando un destello de luz revela a Galactus de la Tierra-616. Henry Pym habla consigo mismo en lo que salió mal y de repente se da cuenta de lo que tiene que hacer. Muy por encima de la Tierra, Angela aparece jurando vengarse de quien la ha arrebatado de su mundo.

### Epílogo
Henry Pym repasa los datos que Wolverine le ha traído y empieza a enloquecer. Henry comienza a pensar que su vida empezó a partir de cuando tenía 3 años y estaba en la casa de sus padres en Nebraska. Vio un espectáculo sobre extraterrestres azules, entonces coloreo toda la casa, mezclando un tono de azul oscuro, y luego corrió al baño y saltó adentro, pintándose así mismo de azul. Sus padres, Brad y Doris Pym se dieron cuenta de que era demasiado inteligente como para distraerse por lo que podían ofrecerle. Pero les faltaba dinero para obtener ayuda profesional, hicieron un llamado a la abuela paterna de Hank, Angela Pym, que era una escritora interesada en la ciencia ficción. Sus padres lo empujaron hacia las necesidades prácticas y a aprender ciencias, pero su abuela lo guiaba hacia la creatividad y dejar volar la fantasía. Como resultado, la casa pronto se llenó de dispositivos extraños como una máquina de escribir que se escribe en catorce colores. Brad (quien trabajó como capataz en una fábrica) una vez comentó amargamente que lo que realmente quería era un nuevo carburador, pero de inmediato se arrepintió. Henry piensa que su infancia fue una época maravillosa llena de cables y juegos de química. En el día que su infancia terminó, Henry se enteró de que su abuela se iba a morir. Trabajando a un ritmo loco, construyó una caja que su mente infantil le dijo que podía curarla, pero fue en vano. Tenía siete años cuando murió. Él construyó su primer carburador el día después de su funeral. El mismo se pago la universidad y más allá de eso con una serie de patentes que le aburrieron hasta las lágrimas, Henry Pym se dice constantemente que sin este trabajo, nunca llegaría a nada. Esta idea le llegó a la cabeza un día en que, a los veintidós años de edad, Pym le espetó a su profesor que quería estar en el programa de investigación patrocinado por Roxxon. En un ataque de maníaca creatividad, mezcló una fórmula de compresión experimental basado en sus "partículas Pym" y se roció de la mezcla. La experiencia resultante fue impactante, pero también atractiva. Henry construyó un traje y se unió a los superhéroes del mundo como Ant-Man. Uniéndose a la Avispa, ayudó a formar a los Vengadores, planificando cómo capturar a Loki. Con miedo de mirarse pequeño en comparación de sus compañeros de equipo y su novia, Henry formó una serie de nuevas identidades que van desde Giant-Man, Goliat, y Yellowjacket. Cuando se dio cuenta de que tratar de mantenerse al día con los otros héroes era demasiado difícil, Henry volvió a dedicarse al trabajo de laboratorio, donde construyó a Ultron (la máquina que casi destruyó el mundo). Ahora, recién salido de la catástrofe que acaba de ver, Henry se ha sentado en su laboratorio durante cuatro días seguidos. Dos líneas de tiempo apocalípticas se muestran en los datos de Wolverine y nada de eso habría pasado si él hubiera actuado de otra manera. Llegando al punto de considerar el suicidio. Un pensamiento repentino se produce: la otra línea de tiempo fue peor porque carecía de Henry Pym. No solo Hank Pym el adicto al trabajo científico, pero Hank Pym, el comandante de hormigas, de tamaño cambiante, el segundon, el aventurero de la ciencia. Henry Pym ha tenido un efecto positivo en el mundo, y de nuevo puede tenerlo. En Queens, un criminal huye de un policía con un testigo que tiene la intención de matar. Un hombre de seis pulgadas de alto entra en el coche a través del techo solar, salta a la nariz del criminal, y lo golpea en el cerebro. En el techo de un banco, un grupo de ladrones tratan de huir en un helicóptero. Aparece un gigante, que sopla hacia abajo con los pulmones dilatados, y luego los amarra con mechones de su pelo gigante. En la estación de Roosevelt, una plataforma se ha derrumbado. Un hombre vestido de rojo se presenta, convoca a un grupo de hormigas, las aumenta de tamaño, y los pone a limpiar la vía. Buscando sobrevivientes, se encoge, pasa por los agujeros, y luego se expande a tamaño gigante para que la gente se escape. Henry Pym va a salvar la vida haciendo lo que mejor sabe hacer Henry Pym ... actos heroícos y ciencia con un fuerte instinto teatral. Porque las opiniones de Henry Pym en lo que se debe hacer a continuación son las más importantes. Pero sea lo que Henry Pym hará a continuación, ha decidido trabajar con la cabeza de un Doombot.

### Historias secundarias
Después de ser rescatado, Spiderman que es Otto Octavius en el cuerpo de Peter, lo culpa por tener que arreglar los desperfectos de su vida y estar demasiado cansado para haberse dado cuenta de Ultron, está convencido de que cooperar con los Avengers es inútil, Tony Stark le ofrece un plan alterno para entrar en Horizont y mandar la ciudad de Ultron a la zona Negativa, a primera instancia parece cooperar y es llevado por Quicksilver, su plan real era tener acceso a su laboratorio y con sus Spiderbots hackear los Ultrones lo que al parecer logra pero termina siendo una trampa y los ultrones se rebelan, intenta seguir con el plan de Stark pero fracasa y aunque logra escapar se da cuenta de que todo su esfuerzo fue en vano, al volver Tony cree que Otto no tuvo el tiempo suficiente y se muestra comprensivo, Otto se da cuenta de que lo que hacia fuerte a Peter eran sus amigos y ahora está decidido a trabajar en equipo para vencer
Mientras viajaban a través del tiempo y el espacio, los Cuatro Fantásticos son contactados por Black Panther, quien les informa que Ultron ha tomado el control de la Tierra con un ejército de Centinelas de Ultron. Después de regresar a la Tierra, el equipo descubre que Manhattan está casi en ruinas. Durante su búsqueda por sobrevivientes, el equipo es atacado por los Centinelas de Ultron. Mr. Fantástico, la Antorcha Humana y The Thing aparentemente mueren en el ataque, mientras que la Mujer Invisible escapa con She-Hulk, y ambas se unen a la resistencia.
Mientras visitaba a sus viejos amigos, George Smith (anteriormente Stunt-Master) y Richard Fenster, en San Francisco, Black Widow pasaba el día con ellos. Cuando un escuadrón de Centinelas de Ultron comenzó a atacar San Francisco y a matar gente, Richard se convierte en una de las víctimas, mientras que Black Widow y George escapan. Después, la protésis Stark Tech del brazo de George cae bajo el control de Ultron y comienza a obedecerlo. Black Widow se ve obligada a matar a George Smith, y es parcialmente desfigurada en el proceso. La Capitana Marvel se encontraba de vacaciones en Londres cuando los Centinelas invadieron. Ella lucha al lado del Capitán Britania y la MI-13. Después de que Computer Graham y Magic Boots Mel son asesinados, la Capitana Marvel y el Capitán Britania sacrifican sus vidas para destruir las fuerzas principales de Ultron en Londres.

## En otros medios
El editor Tom Brevoort sugirió que Marvel Studios posiblemente haría una película basada en la Era de Ultron afirmando que, "Yo creo que, probablemente, tarde o temprano, si hacen suficientes películas de Los Vengadores, van a tener a Ultron... Nosotros no hicimos 'Age of Ultron' específicamente para eso. Sin embargo, ya que somos muy integrados en Marvel, no me sorprendería que llegaran a ese punto en algún momento, para ver algunos elementos que sucedieron en 'Age of Ultron' o cualquiera de las historias anteriores de Ultron, apareciendo en la pantalla grande. Pero eso es solo una conjetura de mi parte".[cita requerida]
Durante la Comic-Con 2013 de San Diego, se reveló que el nombre de la segunda película de los Vengadores se llamaría Avengers: Age of Ultron. La película se estrenó el 30 de abril de 2015.